# Kostomłoty
Kostomłoty è un comune rurale polacco del distretto di Środa Śląska, nel voivodato della Bassa Slesia.
Ricopre una superficie di 146,25 km² e nel 2004 contava 6 941 abitanti.